# Paul Dini

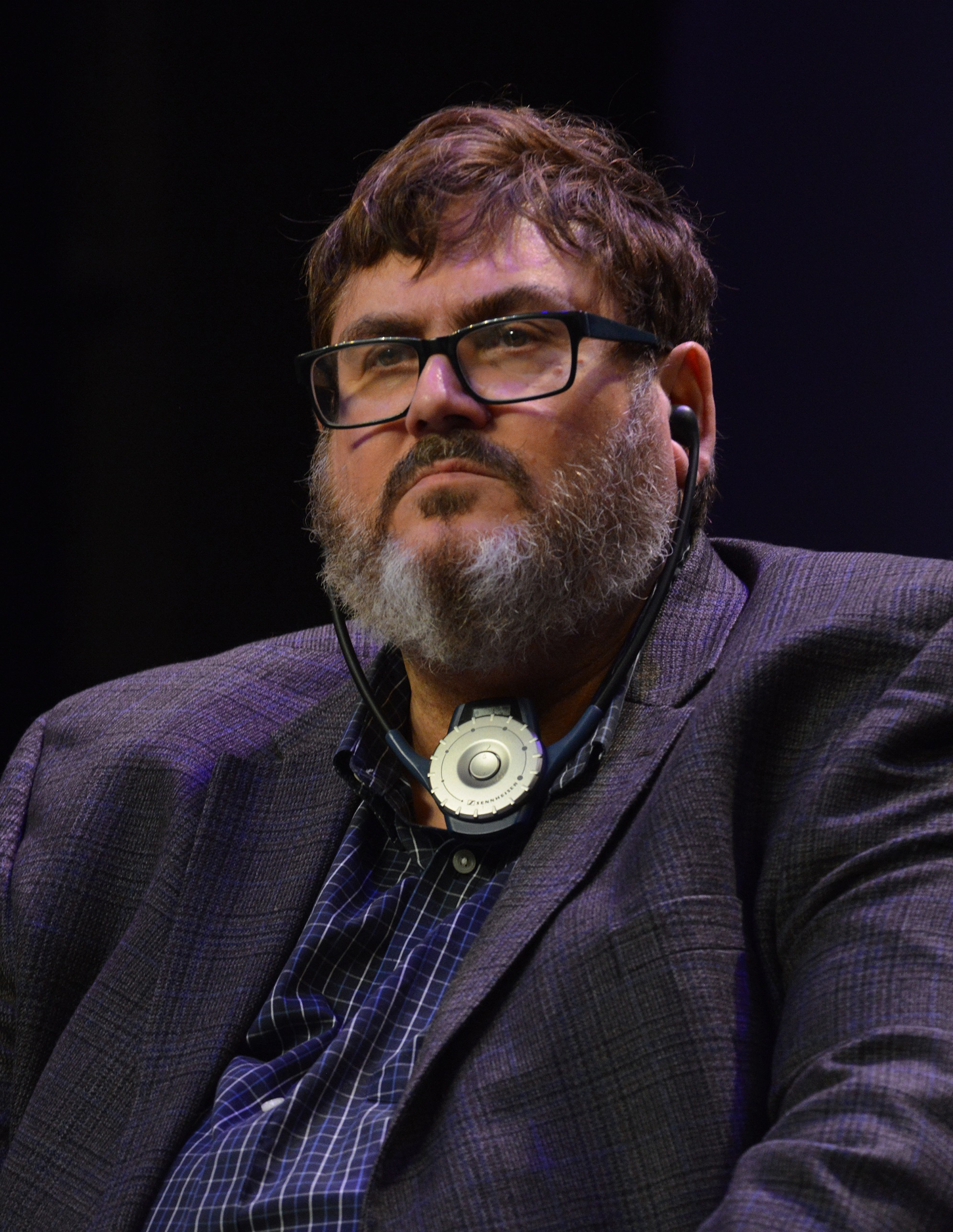
Paul Dini (2019)

Paul Dini (* 1957 in New York City) ist ein US-amerikanischer Fernsehproduzent animierter Cartoons.
Er ist bekannt als Produzent und Autor für mehrere Warner Bros./DC-Comics-Serien, inklusive Star Wars: Ewoks, Tiny Toon Adventures, Batman: The Animated Series, Superman: The Animated Series, The New Batman/Superman Adventures, Batman Beyond und Duck Dodgers. Er hat auch Krypto the Superdog entwickelt und geschrieben und Geschichten zu Animaniacs (er erschuf Minerva Mink), Freakazoid!, Justice League und Justice League Unlimited beigetragen. Nachdem er Warner Bros. früh im Jahr 2004 verließ, ging Dini dazu über, die populäre ABC-Abenteuerserie Lost zu schreiben und die Geschichten zu überarbeiten.

## Leben

### Ausbildung und erste Arbeiten
Paul Dini besuchte mit Hilfe eines Kunststipendiums die Robert Louis Stevenson Schule in Pebble Beach, Kalifornien. Er besuchte das Emerson College in Boston, wo er sich einen BFA-Grad in kreativem Schreiben verdiente (er nahm auch an Zoologie-Kursen an der Harvard-Universität teil).
Während des Colleges fing er an, freiberuflich Animationsgeschichten für Filmation und eine Reihe anderer Studios zu schreiben. 1984 wurde er angestellt, um für George Lucas an mehreren seiner Animationsprojekte zu arbeiten.
Die Episoden des He-Man-Cartoons, die von Dini geschrieben wurden, sind über das Internet zu Favoriten unter den Fans der Sendung geworden, obwohl – ungeachtet dessen, dass er auch Interviews auf den veröffentlichten Staffel-Boxen der Serie beigetragen hat – Dini kein Geheimnis aus seiner Abneigung gegen Filmation und das He-Man-Konzept machte. Er schrieb auch eine Episode der Cartoonserie Generation 1 Transformers und trug zu verschiedenen Episoden der Ewoks-Trickserie bei, von denen mehrere seltene Auftritte des Imperiums beinhalteten.

### Professionelle Karriere
1989 wurde er bei Warner Brothers Animation eingestellt, um an den Tiny Toon Adventures zu arbeiten. Später ging er zur Batman: The Animated Series über, wo er als Autor, Produzent und Schnittmeister arbeitete, um später an Batman Beyond zu arbeiten. Er arbeitete weiter mit WB Animation an einer Reihe interner Projekte, inklusive Krypto the Superdog und Duck Dodgers bis 2004.
Er verdiente sich fünf Emmy-Awards für seine Animationsarbeit.
Dini hat auch mehrere Comicgeschichten für DC Comics geschrieben, inklusive einer umjubelten Graphic-Novel-Serie in Übergroße, illustriert von Maler Alex Ross. Eine Hardcover-Sammlung der Dini- und Ross-Geschichten wurde im späten Sommer 2005 unter dem Titel The World’s Greatest Superheroes veröffentlicht. Andere von Dini für DC geschriebene Comics zeigen seine Batman-Animated-Kreation Harley Quinn genauso wie klassische Charaktere wie Superman, Batman, Captain Marvel und Zatanna.
Bestens bekannt unter Dinis Originalkreationen ist Jingle Belle, die rebellische, jugendliche Tochter von Santa Claus. Dini erschuf auch Sheriff Ida Red, den Cowgirl-Star mit Superkräften in einer Serie von Büchern, die in Dinis mythischer Stadt Mutant, Texas stattfinden.
Seine Serie von animierten Cartoons, in denen die Charaktere von DC Comics auftreten, ist unter seinen Fans manchmal bekannt als das Diniverse.
2006 wurde Dini der Autor für Detective Comics. Dies war Dinis erster regulärer Comicauftrag.
Zu seinen späteren Arbeiten gehören die Computerspiele Batman: Arkham Asylum und Batman: Arkham City, deren Handlungen von Dini kreiert wurden. Zu der Comicserie Batman: Arkham City, die sich um die Vorgeschichte des gleichnamigen Spiels dreht, schrieb er zum ersten Band die Geschichte.

### Hobbys
Paul Dini ist ein aktiver Kryptozoologe, Jäger und Naturphotograph. Paul Dini ist außerdem ein Amateur-Bühnenmagier und ein aktives Mitglied der Academy of Magical Arts. Passend dazu ist einer seiner Lieblings-DC-Charaktere Zatanna. Er hat auch mehrere kleine Rollen in Filmen von Kevin Smith gespielt.
Paul Dini lebt in Los Angeles und ist mit der Magierin Misty Lee verheiratet.

## Auszeichnung
Dini hat fünf Emmys als Autor von Tiny Toon Adventures, Batman: The Animated Series und Batman Beyond gewonnen. Er erhielt den Writers Guild of America Award im Jahr 2000 und einen zweiten WGA Award als Autor für dramatisches Fernsehen im Jahr 2006 als Mitglied des Autorenteams von Lost.
Dini ist außerdem dreimaliger Gewinner des Annie Awards, einem Preis der Animationsindustrie, und hat im Comic-Bereich sieben Eisner Awards und drei Harvey Awards gewonnen. Dini erhielt ferner Nominierungen für den Comics’ Buyer’s Guide Award als beliebtester Autor in den Jahren 1999 und 2000.